# Going to Hell
Going to Hell (укр. «рушаю у пекло» або укр. «збираюсь до пекла») — другий студійний альбом американського рок-гурту The Pretty Reckless. В США альбом вийшов 12 березня 2014.

## Історія написання
30 травня 2013 року The Pretty Reckless випустили тизер-трейлер до їх другого студійного альбому «Going to Hell», вказавши, що його реліз відбудеться ближче до кінця 2013 року. 17 червня того ж року, через канал групи на YouTube, випущено новий трек під назвою «Follow Me Down». 1 липня 2013 року The Pretty Reckless випустили двохвилинний уривок пісні «Burn», яка також увійшла в треклист нового альбому.
Прем'єра заголовного треку під назвою «Going to Hell» відбулася 19 вересня 2013 ексклюзивно на REVOLVERMAG.com. У цей же день The Pretty Reckless заявили, що перейшли на новий лейбл, «Razor & Tie». 20 вересня група почала тур Going to Hell Tour на підтримку альбому. На розігріві у The Pretty Reckless були такі гурти, як Heaven's Basement і Louna. Музичне відео до синглу Going to Hell було випущено 16 жовтня на каналі Vevo. 19 листопада відбувся американський реліз пісні Heaven Knows. Треклист, обкладинки CD-диска і вінілу і дата виходу були офіційно анонсовані 21 січня 2014 року. Також стали доступні для попереднього замовлення лімітовані версії альбому. Реліз самого альбому відбувся 12—18 березня 2014 року.

Тейлор розповідає журналу «Hunger» про платівку:
Коли ми записували перший альбом, мені було 15 років, зараз мені 20, тому теми звичайно змінилися. Пісні дуже прості в плані звучання — дві гітари, бас, ударні. Наскільки чесно ми граємо — так це і звучить. Тепер наш альбом — це робота цілої групи.

## Список композицій
| #   | Назва                                    | Тривалість |
| --- | ---------------------------------------- | ---------- |
| 1.  | «Follow Me Down»                         | 4:47       |
| 2.  | «Going to Hell»                          | 4:38       |
| 3.  | «Heaven Knows»                           | 3:44       |
| 4.  | «House on a Hill»                        | 4:44       |
| 5.  | «Sweet Things»                           | 5:04       |
| 6.  | «Dear Sister»                            | 0:56       |
| 7.  | «Absolution»                             | 4:34       |
| 8.  | «Blame Me»                               | 4:27       |
| 9.  | «Burn»                                   | 1:48       |
| 10. | «Why'd You Bring a Shotgun to the Party» | 3:20       |
| 11. | «Fucked Up World»                        | 4:16       |
| 12. | «Waiting for a Friend»                   | 3:12       |

| Бонусні треки для CD при попередньому замовленні | Бонусні треки для CD при попередньому замовленні | Бонусні треки для CD при попередньому замовленні |
| #                                                | Назва                                            | Тривалість                                       |
| ------------------------------------------------ | ------------------------------------------------ | ------------------------------------------------ |
| 13.                                              | «Going to Hell» (Acoustic version)               | 2:35                                             |
| 14.                                              | «Sweet Things» (Acoustic version)                | 4:14                                             |

| Бонусні треки iTunes | Бонусні треки iTunes               | Бонусні треки iTunes |
| #                    | Назва                              | Тривалість           |
| -------------------- | ---------------------------------- | -------------------- |
| 13.                  | «Going to Hell» (Acoustic version) | 2:35                 |
| 14.                  | «Sweet Things» (Acoustic version)  | 4:14                 |
| 15.                  | «Only You»                         | 3:38                 |

| Японські бонусні треки | Японські бонусні треки             | Японські бонусні треки |
| #                      | Назва                              | Тривалість             |
| ---------------------- | ---------------------------------- | ---------------------- |
| 13.                    | «Kill Me»                          | 3:47                   |
| 14.                    | «Going to Hell» (Acoustic version) | 2:35                   |
| 15.                    | «Sweet Things» (Acoustic version)  | 4:14                   |